# (400384) 2007 YX45
(400384) 2007 YX45 es un asteroide perteneciente al cinturón de asteroides descubierto el 8 de noviembre de 2007 por el equipo del Mount Lemmon Survey desde el Observatorio del Monte Lemmon, Arizona, Estados Unidos.

## Designación y nombre
Designado provisionalmente como 2007 YX45.

## Características orbitales
2007 YX45 está situado a una distancia media del Sol de 2,468 ua, pudiendo alejarse hasta 3,145 ua y acercarse hasta 1,791 ua. Su excentricidad es 0,274 y la inclinación orbital 2,448 grados. Emplea 1416,46 días en completar una órbita alrededor del Sol.

## Características físicas
La magnitud absoluta de 2007 YX45 es 17,3. 